# Joachim Kersten (Jurist)

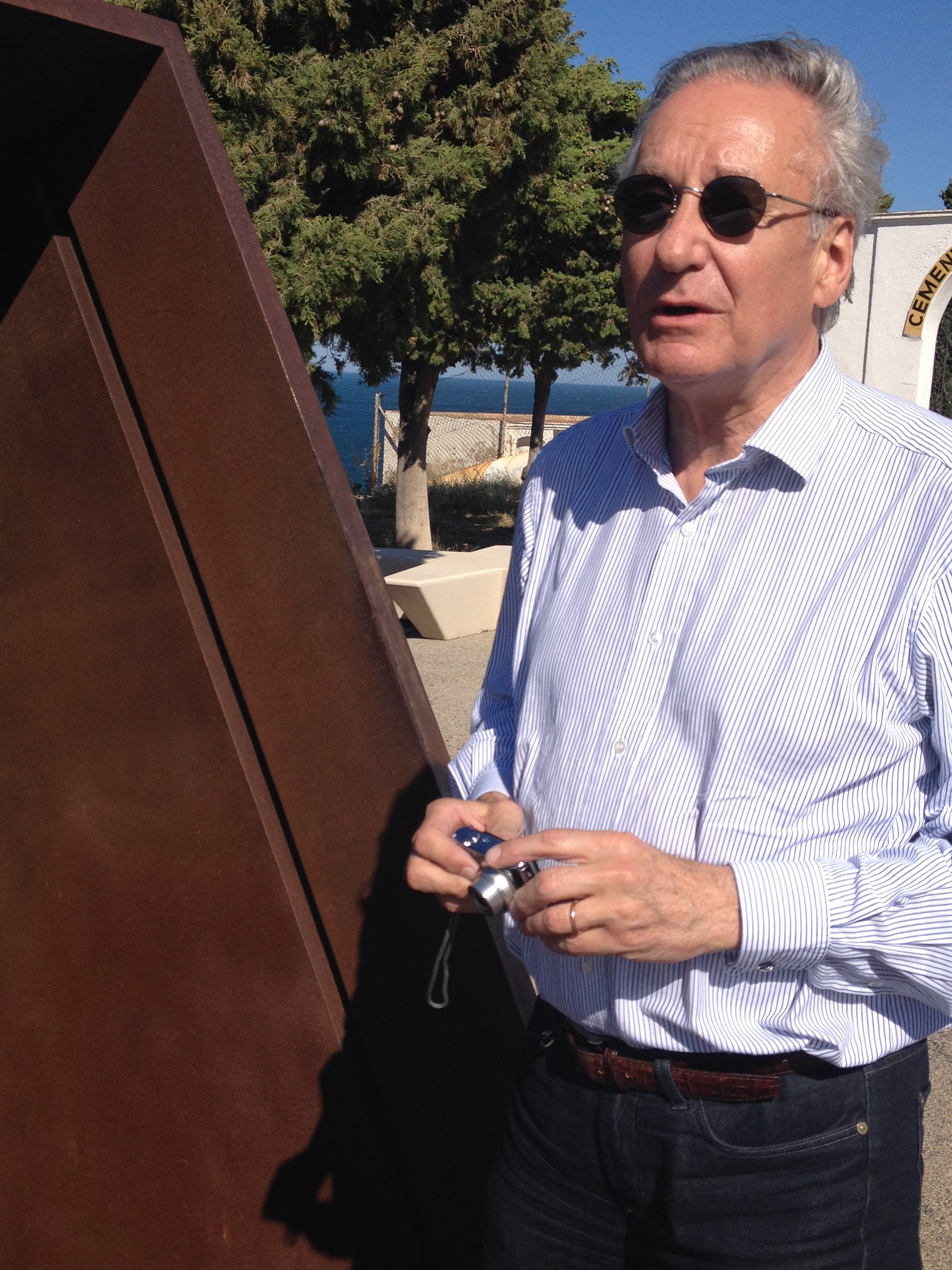
Joachim Kersten am Benjamin-Denkmal in Portbou, 18. Juni 2015

Joachim Kersten (* 17. Dezember 1946 in Celle; † 9. März 2023 in Hamburg) war ein deutscher Anwalt, Autor, Herausgeber und Literaturförderer.

## Biografie
Kersten studierte Jura und Philosophie, unter anderem bei Ernst Bloch in Tübingen. Er war gemeinsam mit Heinrich Senfft Gründer und Sozius der Hamburger Kanzlei Senfft Kersten Nabert van Eendenburg und lebte in Hamburg. Seine Spezialgebiete waren das Urheber- und Presserecht. Kersten war ein „Ermöglicher von Literatur“. Er wirkte als Vorstands- oder Kuratoriumsmitglied zahlreicher literatur-, wissenschafts- und kunstfördernder Stiftungen: der Hamburger Stiftung zur Förderung von Wissenschaft und Kultur, des Hamburger Instituts für Sozialforschung, der Arno Schmidt Stiftung, der Kurt-Tucholsky-Stiftung, der S. Fischer Stiftung Berlin, der Stiftung F. C. Gundlach. Er beriet Autoren und Einrichtungen des literarischen Lebens bei der Gründung von Archiven und Stiftungen, vermittelte die Übernahme von Nachlässen und initiierte und förderte das Entstehen von Editionen, Publikationen und Ausstellungen. Seit Gründung der Kurt Wolff Stiftung im Jahre 2000 hatte Kersten den Kuratoriumsvorsitz inne und trug in dieser Funktion bei zur Förderung unabhängiger Verlage. Kersten war Nachlassverwalter u. a. von Ernst Bloch, Günter Grass, Peter Rühmkorf, Fritz J. Raddatz und Hubert Fichte. Besondere Aufmerksamkeit widmete Kersten der 2004 erfolgten Gründung des Walter Benjamin Archivs als einer selbständigen Einrichtung der Hamburger Stiftung zur Förderung von Wissenschaft und Kultur in der Akademie der Künste Berlin und der Etablierung der Kritischen Gesamtausgabe von Walter Benjamin, die unter dem Titel „Werke und Nachlaß“ seit 2008 von Christoph Gödde, Henri Lonitz und Thomas Rahn im Suhrkamp Verlag herausgegeben wird.

„Sein Beruf ist das Recht, seine Berufung die Literatur.“

Kersten war homme de lettres, Büchersammler, leidenschaftlicher Leser, gefragter Vorleser, vor allem von Texten Arno Schmidts und Peter Rühmkorfs. Er gab Texte von Ernst Schulze, Herman Bang, Friedrich Sieburg, Fritz Graßhoff und anderen heraus, verfasste für diese und andere Publikationen Vor- und Nachworte sowie Kommentare. Außerdem schrieb er Essays zur Literatur, zu urheberrechtlichen Fragen, zum Büchersammeln, Erinnerungen und literarische Glossen, u. a. für die Wochenschrift Die Zeit und die Zeitschriften Die neue Rundschau und Der Rabe (Haffmans-Verlag).

## Veröffentlichungen (Auswahl)
- (Hrsg., unter dem Pseudonym Georg Eyring): Der Tagebuch-Rabe. (= Der Rabe. Band 34). Haffmans Verlag, 1992, ISBN 978-3-251-10034-7.
- (unter dem Pseudonym Georg Eyring): Lose Blätter: Aus dem Tagebuch eines Büchernarren (= Quod Libet Schriften. Band 4). Nordische Antiquariatsmesse Hamburg, 1997.
- mit Oskar Ansull (Hrsg.): „... leichthin über Liebe und Tod“. Ein Programm deutscher Lyrik. Haffmans Verlag, 1998, ISBN 978-3-251-00401-0.
- (Hrsg.): Herman Bang: Eines Dichters letzte Reise. Arche, 2009, ISBN 978-3-7160-2609-0.
- Arno Schmidt in Hamburg. Hoffmann und Campe, 2011, ISBN 978-3-455-40345-9.
- (Hrsg.): Fritz Graßhoff: Flaschenpost mit Weltgeist. Gedichte in 13 Kapiteln. Arche, 2013, ISBN 978-3-7160-2695-3.
- Friedrich Sieburg in Gärtringen. Deutsche Schillergesellschaft, 2016, ISBN 978-3-944469-26-3.
- mit Friedrich Pfäfflin (Hrsg.): Detlev von Liliencron entdeckt, gefeiert und gelesen von Karl Kraus. Wallstein, 2016, ISBN 978-3-8353-1782-6.
- mit Oskar Ansull (Hrsg.): Der junge Wohlklang. Ernst Schulze, 1789–1817, Tagebücher und Briefe. Wallstein, 2017, ISBN 978-3-8353-3117-4.
- (Hrsg.): Friedrich Sieburg: Die Fliege im Bernstein. Tagebuch vom November 1944 bis zum Mai 1945. Wallstein, 2022, ISBN 978-3-8353-5219-3.